# 屋良朝苗
屋良 朝苗（やら ちょうびょう、1902年（明治35年）12月13日 - 1997年（平成9年）2月14日）は、琉球政府および沖縄県の政治家、教育者。1968年11月から唯一の公選行政主席として1972年5月まで沖縄の日本復帰までその職にあり、復帰後は沖縄県知事を2期務めた。

## 経歴
1902年（明治35年）12月13日に沖縄県中頭郡読谷村字瀬名波に生まれる。沖縄県師範学校を経て1930年（昭和5年）に広島高等師範学校（現在の広島大学）を卒業する。その後沖縄県女子師範学校、沖縄県立第一高等女学校、台北第一師範学校、州立台南二中などで教職を務めた。台北第一師範学校時代の教え子には山中貞則がいる。2人は沖縄復帰で初代沖縄県知事と初代沖縄開発庁長官の関係となり、水面下で連携を取って683本の特例法を通した。
沖縄戦後、沖縄群島政府文教部長、沖縄教職員会長などを歴任の後、1968年の行政主席選挙では革新共同候補として立候補し、保守系の西銘順治との選挙になったが、本土への早期復帰を訴えた屋良が当選し第5代行政主席に就任する。なお、この選挙では、西銘の当選のために日米両政府が裏で動いていたことが、2010年（平成22年）12月に公開された外交文書により判明しているが、裏工作を撥ね退けての当選だった。
行政主席在任中は、復帰を円滑に進めるために日米両政府の折衝などを進めていったが、その道のりは険しく、苦渋に満ちた表情をすることが多くなり、いつしか「縦しわの屋良」と呼ばれるようになった。復帰前年に、「基地のない平和の島」を求める「建議書」をまとめた。復帰後の1972年沖縄県知事選挙で再選。1976年（昭和51年）まで、沖縄県知事として2期在任した。沖縄返還式典で、一部県民や活動家の反対を押し切り、天皇陛下万歳を三唱した事は一部で物議をかもした。同年の選挙にも出馬を要請されたが、本人は固辞し退任した。
知事在任中の1975年（昭和50年）7月17日に沖縄県糸満市で皇族に対する火炎瓶によるテロ事件（ひめゆりの塔事件）が発生したが、事前に警備当局が危惧する中、「警察は火炎瓶が飛ぶなどと言っておりますが、そんなことは絶対にありません」と警備削減させていたばかりでなく、反天皇制・反日沖縄解放活動家が潜伏していた地下壕内を、皇太子および同妃の訪問に先立ち安全確認を主張した警備陣に対しても、「『聖域』に土足で入るのは県民感情を逆なでする」として実施をさせなかった（後に現地で取材をしていた沖縄タイムス記者が、TBSの番組内において「怪しい男がいたので注目していました」と発言しているように事前確認をしていれば未然に防げた可能性が高かった）などが警備担当者から明らかにされている。
「復帰3大事業」と呼ばれる、復帰記念植樹祭、復帰記念沖縄特別国民体育大会、沖縄国際海洋博覧会を成し遂げた。
知事を退いた後も、沖縄の伝統的な保革対立の中で、革新陣営のシンボル的存在として革新共闘会議を主導し、後継の知事候補として平良幸市を応援するなどした。
会談等においても自らメモを取るなどしたという。そのメモや日誌は死後読谷村に寄贈され、その複製が沖縄県公文書館にて順次公開されている。
1997年（平成9年）2月14日に、自宅から搬送先である那覇市の沖縄赤十字病院で心不全で死去した。

## 論文
- 国立情報学研究所収録論文 国立情報学研究所